# Michael van der Mark
Michael van der Mark (Gouda, 26 ottobre 1992) è un pilota motociclistico olandese vincitore del campionato mondiale Supersport nel 2014 e del campionato europeo Superstock 600 nel 2012.

## Carriera
Anche suo padre, Henk van der Mark, ha corso come pilota motociclistico professionista.

### Gli inizi
Esordisce in ambito internazionale nella classe 125 del motomondiale nel 2008, nel Gran Premio casalingo in qualità di wildcard a bordo di una Honda RS 125 R. Corre nello stesso Gran Premio, sempre come wildcard, anche nel 2009. In ambito nazionale nel 2008 e nel 2009 ottiene il titolo di campione nella classe 125.
Nel 2010 corre il Gran Premio di Spagna in qualità di wildcard, a bordo di un'Aprilia RSA 125. Dal Gran Premio di Francia diventa pilota titolare con il team Lambretta Reparto Corse, ma dopo il Gran Premio di Germania viene sostituito da Isaac Viñales. Nella stessa stagione partecipa alla prova di Magny-Cours nel campionato europeo Superstock 600 con una Honda CBR600RR del team Ten Kate Race Junior, realizzando un settimo posto in gara.

### Europeo Stock 600
Rimane nella stessa categoria anche nel 2011, in sella alla stessa moto dello stesso team, ottenendo quattro vittorie e il terzo posto finale. Sempre nel 2011 corre nel motomondiale nella classe Moto2 il Gran Premio casalingo in qualità di wildcard, a bordo di una moto del team Ten Kate. Nel 2012 prosegue nell'europeo Superstock 600 con la stessa squadra (il team EAB Ten Kate Honda Junior) e la stessa motocicletta. In occasione del weekend di Mosca viene iscritto dal team come wildcard nel mondiale Supersport ma non riesce a partecipare alla gara per un infortunio. Alla fine della stagione, grazie alle sei vittorie conseguite, si aggiudica il campionato europeo Superstock 600.

### Supersport
Confermato anche per il 2013 dal team Ten Kate (ridenominato da questa stagione Pata Honda World Supersport) gareggia per la prima volta quale pilota titolare nel mondiale Supersport. Il 28 luglio dello stesso anno vince (il primo olandese di sempre) con Leon Haslam e Takumi Takahashi la 8 ore di Suzuka; i tre piloti si sono alternati alla guida di una Honda CBR 1000RR del team MuSASHi RT HARC-PRO Honda. Nel 2014, sempre in sella alla Honda del team "Pata", conquista la sua prima vittoria nel mondiale Supersport nel gran premio di casa ad Assen. Replicherà poi anche in Gran Bretagna, Malesia e Portogallo, portandosi in testa alla classifica del mondiale. Con la successiva vittoria nella gara di Jerez de la Frontera e con due gare di anticipo, celebra la vittoria del campionato mondiale Supersport 2014. Il 28 luglio 2014 si aggiudica, per il secondo anno consecutivo, la vittoria della 8 ore di Suzuka con il team MuSASHI HARC-PRO nuovamente composto anche da Takumi Takahashi e Leon Haslam, sempre in sella ad una Honda CBR 1000RR.

### Superbike
Con la vittoria del campionato mondiale Supersport, van der Mark passa nel 2015 a disputare il mondiale Superbike, rimanendo nel team Pata Honda che gli affida una Honda CBR1000RR SP. Il compagno di squadra è Sylvain Guintoli. In questa stagione d'esordio il pilota olandese riesce ad ottenere un doppio podio nel gran premio di casa ad Assen, ripetendosi poi in gara 1 a Jerez, chiude la stagione al settimo posto in classifica piloti con 194 punti totali. Nel 2016 rimane nello stesso team, con la stessa motocicletta. Il compagno di squadra per questa stagione è Nicky Hayden. In occasione del Gran Premio di Thailandia, van der Mark ottiene la sua prima superpole nel mondiale Superbike. In questa stagione ottiene sei piazzamenti a podio ed il quarto posto in classifica piloti con 267 punti ottenuti.
Nel 2017 cambia moto e squadra, passando alla YZF-R1 del team Pata Yamaha, dove trova come compagno di squadra il britannico Alex Lowes. Nello stesso anno corre in MotoGP i Gran Premi della Malesia e della Comunità Valenciana sulla Yamaha YZR-M1 del team Tech 3 in sostituzione del convalescente Jonas Folger; non ottiene punti. Nel mondiale Superbike chiude la stagione al sesto posto con duecentoventitré punti ottenuti. Nel 2018 è nuovamente pilota ufficiale Yamaha. In occasione del Gran Premio di Gran Bretagna a Donington ottiene le sue prime affermazioni in Superbike. Chiude la stagione al terzo posto in classifica piloti. Nel 2019 è nuovamente pilota titolare in Superbike. Ottiene un altro successo in occasione del Gran Premio di Jerez e chiude la stagione al quarto posto in classifica piloti. Nel 2020 disputa la quarta stagione consecutiva col team Pata Yamaha, il nuovo compagno di squadra è Toprak Razgatlıoğlu. Vince una gara e termina il campionato al quinto posto in classifica. Nel 2021 passa al team BMW Motorrad, il compagno di squadra è Tom Sykes. In occasione della gara Superpole a Portimão conquista la sua prima vittoria stagionale riportando la casa bavarese sul gradino più alto del podio dove mancava dalla stagione 2013. Ottiene altri due piazzamenti a podio in stagione e chiude al sesto posto in classifica.
Nel 2022 continua con BMW Motorrad, il compagno di squadra è Scott Redding. Dopo aver dovuto saltare quasi completamente la prima parte di stagione per due diversi infortuni, rientra e raccoglie quasi cinquanta punti classificandosi quindicesimo nel mondiale. Nel 2023 inizia il terzo anno con BMW. In occasione del Gran Premio di Assen, a seguito di una caduta in gara due, riporta una frattura al femore della gamba sinistra che lo costringerà a saltare i successivi quattro Gran Premi. Dopo il rientro in pista totalizza cinquantaquattro punti con cui si classifica diciassettesimo. Nel 2024 continua con BMW; torna a vincere in occasione di gara uno a Magny-Cours, dopo tre anni, allungando inoltre la striscia di successi consecutivi per la casa bavarese iniziata dal compagno di squadra Toprak Razgatlıoğlu (assente in questo frangente per infortunio). Chiude la stagione, al sesto posto, con un altro podio in gara due a Jerez.

## Risultati in gara

### Motomondiale
| 2008 | Classe | Moto  |  |  |  |  |  |  |  |  |    |  |    |  |  |  |  |  |  |  | Punti | Pos. |
| ---- | ------ | ----- |  |  |  |  |  |  |  |  | -- |  | -- |  |  |  |  |  |  |  | ----- | ---- |
| 2008 | 125    | Honda |  |  |  |  |  |  |  |  | 26 |  | NE |  |  |  |  |  |  |  | 0     |      |

| 2009 | Classe | Moto  |  |  |  |  |  |  |    |    |  |  |  |  |  |  |  |  |  |  | Punti | Pos. |
| ---- | ------ | ----- |  |  |  |  |  |  | -- | -- |  |  |  |  |  |  |  |  |  |  | ----- | ---- |
| 2009 | 125    | Honda |  |  |  |  |  |  | 18 | NE |  |  |  |  |  |  |  |  |  |  | 0     |      |

| 2010 | Classe | Moto                |  |     |    |    |    |    |    |     |    |  |  |  |  |  |  |  |  |  | Punti | Pos. |
| ---- | ------ | ------------------- |  | --- | -- | -- | -- | -- | -- | --- | -- |  |  |  |  |  |  |  |  |  | ----- | ---- |
| 2010 | 125    | Aprilia e Lambretta |  | Rit | 22 | 22 | 22 | 21 | 20 | Rit | NE |  |  |  |  |  |  |  |  |  | 0     |      |

| 2011 | Classe | Moto     |  |  |  |  |  |  |    |  |  |    |  |  |  |  |  |  |  |  | Punti | Pos. |
| ---- | ------ | -------- |  |  |  |  |  |  | -- |  |  | -- |  |  |  |  |  |  |  |  | ----- | ---- |
| 2011 | Moto2  | Ten Kate |  |  |  |  |  |  | 22 |  |  | NE |  |  |  |  |  |  |  |  | 0     |      |

| 2017 | Classe | Moto   |  |  |  |  |  |  |  |  |  |  |  |  |  |  |  |  |    |    | Punti | Pos. |
| ---- | ------ | ------ |  |  |  |  |  |  |  |  |  |  |  |  |  |  |  |  | -- | -- | ----- | ---- |
| 2017 | MotoGP | Yamaha |  |  |  |  |  |  |  |  |  |  |  |  |  |  |  |  | 16 | 17 | 0     |      |

| Legenda | 1º posto        | 2º posto            | 3º posto            | A punti      | Senza punti        | Grassetto – Pole position Corsivo – Giro più veloce |
| Legenda | Gara non valida | Non qual./Non part. | Ritirato/Non class. | Squalificato | '-' Dato non disp. | Grassetto – Pole position Corsivo – Giro più veloce |

### Campionato mondiale Supersport
| 2012 | Moto  |  |  |  |  |  |  |  |  |  |    |  |  |  |  | Punti | Pos. |
| ---- | ----- |  |  |  |  |  |  |  |  |  | -- |  |  |  |  | ----- | ---- |
| 2012 | Honda |  |  |  |  |  |  |  |  |  | NP |  |  |  |  | 0     |      |

| 2013 | Moto  |   |   |   |    |    |   |   |    |   |   |   |   |   |  | Punti | Pos. |
| ---- | ----- | - | - | - | -- | -- | - | - | -- | - | - | - | - | - |  | ----- | ---- |
| 2013 | Honda | 3 | 2 | 4 | NP | 20 | 4 | 5 | AN | 9 | 5 | 3 | 6 | 4 |  | 130   | 4º   |

| 2014 | Moto  |     |   |   |   |   |   |   |   |   |   |   |  |  |  | Punti | Pos. |
| ---- | ----- | --- | - | - | - | - | - | - | - | - | - | - |  |  |  | ----- | ---- |
| 2014 | Honda | Rit | 2 | 1 | 2 | 1 | 1 | 2 | 1 | 1 | 2 | 1 |  |  |  | 230   | 1º   |

| Legenda | 1º posto        | 2º posto            | 3º posto           | A punti      | Senza punti        | Grassetto – Pole position Corsivo – Giro più veloce |
| Legenda | Gara non valida | Non qual./Non part. | Ritirato/Non class | Squalificato | '-' Dato non disp. | Grassetto – Pole position Corsivo – Giro più veloce |

### Campionato mondiale Superbike
| 2015 | Moto  |   |     |     |   |     |   |   |   |   |     |    |     |   |   |    |    |   |   |     |   |   |    |   |   |   |   |  |  | Punti | Pos. |
| ---- | ----- | - | --- | --- | - | --- | - | - | - | - | --- | -- | --- | - | - | -- | -- | - | - | --- | - | - | -- | - | - | - | - |  |  | ----- | ---- |
| 2015 | Honda | 5 | Rit | Rit | 7 | Rit | 8 | 3 | 3 | 9 | Rit | SQ | Rit | 9 | 5 | 10 | 10 | 8 | 7 | Rit | 5 | 3 | 13 | 4 | 4 | 5 | 4 |  |  | 194   | 7º   |

| 2016 | Moto  |   |   |   |   |     |   |     |   |   |   |   |   |   |   |   |    |   |   |   |   |   |   |   |   |   |    |  |  | Punti | Pos. |
| ---- | ----- | - | - | - | - | --- | - | --- | - | - | - | - | - | - | - | - | -- | - | - | - | - | - | - | - | - | - | -- |  |  | ----- | ---- |
| 2016 | Honda | 3 | 2 | 3 | 4 | Rit | 7 | Rit | 3 | 7 | 9 | 7 | 6 | 8 | 8 | 3 | 10 | 4 | 7 | 6 | 8 | 2 | 5 | 5 | 6 | 9 | 11 |  |  | 267   | 4º   |

| 2017 | Moto   |   |   |   |    |   |   |     |   |   |   |   |   |     |   |   |    |    |    |   |   |   |   |   |   |     |   |  |  | Punti | Pos. |
| ---- | ------ | - | - | - | -- | - | - | --- | - | - | - | - | - | --- | - | - | -- | -- | -- | - | - | - | - | - | - | --- | - |  |  | ----- | ---- |
| 2017 | Yamaha | 9 | 7 | 5 | NP | 5 | 5 | Rit | 4 | 7 | 9 | 5 | 4 | Rit | 4 | 8 | 10 | 15 | 11 | 5 | 2 | 9 | 3 | 5 | 6 | Rit | 4 |  |  | 223   | 6º   |

| 2018 | Moto   |   |   |   |   |   |   |   |   |   |     |   |   |   |   |   |   |   |   |   |   |   |   |   |   |   |    |  |  | Punti | Pos. |
| ---- | ------ | - | - | - | - | - | - | - | - | - | --- | - | - | - | - | - | - | - | - | - | - | - | - | - | - | - | -- |  |  | ----- | ---- |
| 2018 | Yamaha | 9 | 7 | 7 | 2 | 5 | 5 | 2 | 3 | 6 | Rit | 1 | 1 | 4 | 2 | 8 | 5 | 4 | 2 | 3 | 2 | 7 | 3 | 8 | 9 | 7 | AN |  |  | 333   | 3º   |

| 2019 | Moto   |   |   |   |   |   |   |   |    |   |   |    |   |   |   |    |   |   |   |    |    |    |   |   |   |   |    |     |   |   |   |    |   |   |   |   |   |   |   |   |  |  |  | Punti | Pos. |
| ---- | ------ | - | - | - | - | - | - | - | -- | - | - | -- | - | - | - | -- | - | - | - | -- | -- | -- | - | - | - | - | -- | --- | - | - | - | -- | - | - | - | - | - | - | - | - |  |  |  | ----- | ---- |
| 2019 | Yamaha | 5 | 5 | 4 | 4 | 4 | 4 | 6 | 15 | 8 | 3 | AN | 2 | 4 | 4 | AN | 2 | 2 | 1 | NP | NP | NP | 8 | 8 | 8 | 7 | 10 | Rit | 3 | 6 | 7 | 13 | 3 | 2 | 4 | 6 | 4 | 6 | 6 | 7 |  |  |  | 327   | 4º   |

| 2020 | Moto   |   |   |   |     |   |   |   |   |   |   |   |   |   |    |   |   |   |   |   |   |   |     |   |   |  |  |  |  |  |  |  |  |  |  |  |  |  |  |  |  |  |  | Punti | Pos. |
| ---- | ------ | - | - | - | --- | - | - | - | - | - | - | - | - | - | -- | - | - | - | - | - | - | - | --- | - | - |  |  |  |  |  |  |  |  |  |  |  |  |  |  |  |  |  |  | ----- | ---- |
| 2020 | Yamaha | 4 | 5 | 4 | Rit | 3 | 7 | 3 | 7 | 3 | 5 | 3 | 6 | 4 | 10 | 6 | 4 | 1 | 2 | 9 | 3 | 5 | Rit | 3 | 4 |  |  |  |  |  |  |  |  |  |  |  |  |  |  |  |  |  |  | 223   | 5º   |

| 2021 | Moto |    |   |   |   |    |   |    |     |    |   |   |   |   |     |   |     |    |   |   |   |   |   |   |   |   |     |   |   |    |   |     |   |   |   |   |   |   |    |   |  |  |  | Punti | Pos. |
| ---- | ---- | -- | - | - | - | -- | - | -- | --- | -- | - | - | - | - | --- | - | --- | -- | - | - | - | - | - | - | - | - | --- | - | - | -- | - | --- | - | - | - | - | - | - | -- | - |  |  |  | ----- | ---- |
| 2021 | BMW  | 11 | 5 | 5 | 7 | 13 | 6 | 10 | Rit | 10 | 5 | 3 | 5 | 4 | Rit | 6 | Rit | 11 | 7 | 7 | 8 | 9 | 5 | 6 | 8 | 5 | Rit | 9 | 7 | AN | 8 | Rit | 1 | 6 | 6 | 5 | 6 | 6 | AN | 3 |  |  |  | 262   | 6º   |

| 2022 | Moto |     |     |     |    |    |   |     |     |     |     |     |     |     |     |     |     |     |     |    |    |     |     |     |    |    |   |    |    |    |    |     |    |    |     |    |    |  |  |  |  |  |  | Punti | Pos. |
| ---- | ---- | --- | --- | --- | -- | -- | - | --- | --- | --- | --- | --- | --- | --- | --- | --- | --- | --- | --- | -- | -- | --- | --- | --- | -- | -- | - | -- | -- | -- | -- | --- | -- | -- | --- | -- | -- |  |  |  |  |  |  | ----- | ---- |
| 2022 | BMW  | Inf | Inf | Inf | 13 | 15 | 8 | Inf | Inf | Inf | Inf | Inf | Inf | Inf | Inf | Inf | Inf | Inf | Inf | 12 | 13 | Rit | Rit | Rit | 13 | 14 | 8 | 12 | 10 | 11 | 10 | Rit | 10 | 12 | Rit | 21 | 12 |  |  |  |  |  |  | 46    | 15º  |

| 2023 | Moto |     |    |    |   |   |     |    |    |     |     |     |     |     |     |     |     |     |     |     |     |     |    |    |    |     |    |    |    |    |    |   |   |    |     |   |    |  |  |  |  |  |  | Punti | Pos. |
| ---- | ---- | --- | -- | -- | - | - | --- | -- | -- | --- | --- | --- | --- | --- | --- | --- | --- | --- | --- | --- | --- | --- | -- | -- | -- | --- | -- | -- | -- | -- | -- | - | - | -- | --- | - | -- |  |  |  |  |  |  | ----- | ---- |
| 2023 | BMW  | Rit | 10 | 12 | 6 | 8 | Rit | 13 | 10 | Rit | Inf | Inf | Inf | Inf | Inf | Inf | Inf | Inf | Inf | Inf | Inf | Inf | 13 | 14 | 15 | Rit | 15 | 17 | 13 | 13 | 11 | 7 | 7 | 11 | Rit | 8 | 12 |  |  |  |  |  |  | 54    | 17º  |

| 2024 | Moto |   |    |   |   |   |   |   |   |   |   |    |     |   |    |    |   |   |   |   |   |   |   |   |   |   |    |   |   |   |   |   |    |   |   |   |   |  |  |  |  |  |  | Punti | Pos. |
| ---- | ---- | - | -- | - | - | - | - | - | - | - | - | -- | --- | - | -- | -- | - | - | - | - | - | - | - | - | - | - | -- | - | - | - | - | - | -- | - | - | - | - |  |  |  |  |  |  | ----- | ---- |
| 2024 | BMW  | 7 | 16 | 9 | 9 | 6 | 4 | 7 | 8 | 9 | 8 | 12 | Rit | 9 | 12 | 12 | 9 | 8 | 5 | 6 | 4 | 7 | 1 | 8 | 5 | 7 | 12 | 7 | 9 | 8 | 7 | 7 | 12 | 5 | 6 | 6 | 3 |  |  |  |  |  |  | 245   | 6º   |

| 2025 | Moto |     |    |    |   |   |   |   |   |    |   |   |   |     |    |    |     |    |    |    |     |     |    |    |    |  |  |  |  |  |  |  |  |  |  |  |  |  |  |  |  |  |  | Punti | Pos. |
| ---- | ---- | --- | -- | -- | - | - | - | - | - | -- | - | - | - | --- | -- | -- | --- | -- | -- | -- | --- | --- | -- | -- | -- |  |  |  |  |  |  |  |  |  |  |  |  |  |  |  |  |  |  | ----- | ---- |
| 2025 | BMW  | Rit | 14 | 14 | 6 | 7 | 5 | 9 | 5 | 17 | 8 | 9 | 9 | Rit | 13 | 14 | Rit | 12 | 10 | 13 | Rit | Rit | 11 | 15 | 16 |  |  |  |  |  |  |  |  |  |  |  |  |  |  |  |  |  |  | 70    |      |

| Legenda | 1º posto        | 2º posto            | 3º posto           | A punti      | Senza punti        | Grassetto – Pole position Corsivo – Giro più veloce |
| Legenda | Gara non valida | Non qual./Non part. | Ritirato/Non class | Squalificato | '-' Dato non disp. | Grassetto – Pole position Corsivo – Giro più veloce |